# Hypocacculus asticus
Hypocacculus asticus är en skalbaggsart som först beskrevs av Lewis 1911.  Hypocacculus asticus ingår i släktet Hypocacculus och familjen stumpbaggar. Inga underarter finns listade i Catalogue of Life.